# رسائل الاعتراف الصادرة عن منظمة التحرير الفلسطينية وإسرائيل
رسائل الاعتراف الصادرة عن منظمة التحرير الفلسطينية وإسرائيل هي سلسلة من خطابات الاعتراف الرسمية بين حكومة إسرائيل ورئيس وزرائها إسحاق رابين ورئيس منظمة التحرير الفلسطينية ياسر عرفات في 9 سبتمبر 1993. وضعت هذه الرسائل الطريق لاتفاقيات أوسلو («إعلان المبادئ بشأن ترتيبات الحكم الذاتي المؤقت» وكانت في الواقع «ديباجة») في 13 سبتمبر 1993.

## ثلاث رسائل
كانت هناك في الواقع ثلاث رسائل حسب النقاط الرئيسية أدناه:

### 1: رسالة من ياسر عرفات إلى رئيس الوزراء رابين
9 سبتمبر 1993
إسحاق رابين
رئيس وزراء إسرائيل
السيد رئيس الوزراء،
إن توقيع إعلان المبادئ يمثل حقبة جديدة... أود أن أؤكد التزامات منظمة التحرير الفلسطينية التالية: تعترف منظمة التحرير الفلسطينية بحق دولة إسرائيل في الوجود في سلام وأمن. منظمة التحرير الفلسطينية تقبل قراري مجلس الأمن 242 و 338. تلتزم منظمة التحرير الفلسطينية... بحل سلمي للصراع بين الجانبين وتعلن أن جميع القضايا المعلقة المتعلقة بالوضع الدائم ستحل عن طريق المفاوضات... منظمة التحرير الفلسطينية ونبذ استخدام الإرهاب وغيره من أعمال العنف وستتحمل المسؤولية على جميع عناصر وموظفي منظمة التحرير الفلسطينية من أجل ضمان امتثالهم ومنع الانتهاكات والانضباط للمخالفين... تؤكد منظمة التحرير الفلسطينية أن مواد العهد الفلسطيني التي تحرم إسرائيل من حقها في الوجود وأن أحكام العهد التي لا تتفق مع التزامات هذه الرسالة أصبحت الآن غير صالحة ولم تعد صالحة. بناء على ذلك تتعهد منظمة التحرير الفلسطينية بأن تقدم إلى المجلس الوطني الفلسطيني الموافقة الرسمية على التغييرات اللازمة فيما يتعلق بالعهد الفلسطيني.
بإخلاص،
ياسر عرفات.
الرئيس: منظمة التحرير الفلسطينية.

### 2: رسالة من الرئيس عرفات إلى وزير خارجية النرويج
9 سبتمبر 1993
صاحب السعادة: يوهان يورغن هولست
وزير خارجية النرويج.
عزيزي الوزير هولست،
أود أن أؤكد لكم أن منظمة التحرير الفلسطينية عند توقيع إعلان المبادئ تشجع وتدعو الشعب الفلسطيني في الضفة الغربية وقطاع غزة إلى المشاركة في الخطوات المؤدية إلى تطبيع الحياة ورفض العنف والإسهام في السلم والاستقرار والمشاركة بنشاط في تشكيل التعمير والتنمية الاقتصادية والتعاون.
المخلص،
ياسر عرفات.
الرئيس: منظمة التحرير الفلسطينية.

### 3: رسالة من رئيس الوزراء رابين إلى الرئيس ياسر عرفات
9 سبتمبر 1993
ياسر عرفات
الرئيس: منظمة التحرير الفلسطينية.
السيد الرئيس،
ردا على رسالتكم المؤرخة 9 سبتمبر 1993 أود أن أؤكد لكم أن حكومة إسرائيل قررت في ضوء التزامات منظمة التحرير الفلسطينية الواردة في رسالتكم أن تعترف بمنظمة التحرير الفلسطينية بوصفها ممثلة للشعب الفلسطيني وأن تبدأ المفاوضات مع منظمة التحرير الفلسطينية في إطار عملية السلام في الشرق الأوسط.
إسحاق رابين.
رئيس وزراء إسرائيل.

## اتفاقات إضافية
وثائق إسرائيلية-فلسطينية إضافية تتعلق باتفاقيات أوسلو هي:
- بروتوكول العلاقات الاقتصادية الذي وقع في باريس في 29 أبريل 1994
- اتفاق القاهرة بشأن قطاع غزة ومنطقة أريحا 1994 (4 مايو 1994)
- إعلان واشنطن 1994 (25 يوليو 1994)
- اتفاق النقل التمهيدي للسلطات والمسؤوليات بين إسرائيل ومنظمة التحرير الفلسطينية (29 أغسطس 1994)
- البروتوكول المتعلق بمواصلة نقل السلطات والمسؤوليات الموقع في القاهرة في 27 أغسطس 1995
- الاتفاق المؤقت بشأن الضفة الغربية وقطاع غزة (أوسلو 2)، (28 سبتمبر 1995)
- البروتوكول المتعلق بإعادة الانتشار في الخليل (15 / 17 يناير 1997)
- اتفاقية واي ريفر (23 أكتوبر 1998)
- مذكرة شرم الشيخ (4 سبتمبر / أيلول 1999)
- قمة طابا (27 يناير 2001)

## وصلات خارجية
- النصوص الكاملة لرسائل الاعتراف بين إسرائيل ومنظمة التحرير الفلسطينية
- اتفاقات السلام بين إسرائيل ومنظمة التحرير الفلسطينية